# Nazionale maschile under 18 di pallacanestro della Mauritania
La nazionale di pallacanestro mauritana Under-18 è una selezione giovanile della nazionale mauritana di pallacanestro, ed è rappresentata dai migliori giocatori di nazionalità mauritana di età non superiore ai 18 anni.
Partecipa a tutte le manifestazioni internazionali giovanili di pallacanestro per nazioni gestite dalla FIBA.

## Partecipazioni

### FIBA AfroBasket Under-18
- 2004 - 8°